# Lixanid Noixan
Lixanid Noixan és una llengua jueva de la branca Aramea Moderna, en moltes ocasions anomenada aramea moderna o aramea jueva. Era parlat originalment al sud i est de l'Iraq, especialment en la regió d'Arbela. La majoria dels qui parlen aquesta llengua viuen avui a Israel. "Lixanid Noixan" significa la nostra llengua; alguns parlants l'anomenen "Lixana Didan", que significa "nostra llengua". Tot i que, noms semblants son utilitzats per altres llengües jueves de la branca neoaramea, els acadèmics i filòlegs l'anomenen "Llengua Aramea Moderna d'Arbil".